# Josep Maria Lailla Vicens
Josep Maria Lailla i Vicens (Barcelona, 1948) és un metge barceloní, doctor en medicina i cirurgia, especialitzat en obstetrícia i ginecologia. És autor de més de 200 articles científics.
El 2011 fou escollit president de la Sociedad Española de Ginecología y Obstetricia fins al 2015, quan passà a ser president d'Honor. Ha rebut 14 premis i diversos reconeixemetns i medalles d'honor. Fou nomenat fill adoptiu d'Agramunt el 2017. El 2018 va ser escollit acadèmic numerari de la Reial Acadèmia de Medicina de Catalunya.